# 柳瀬駅

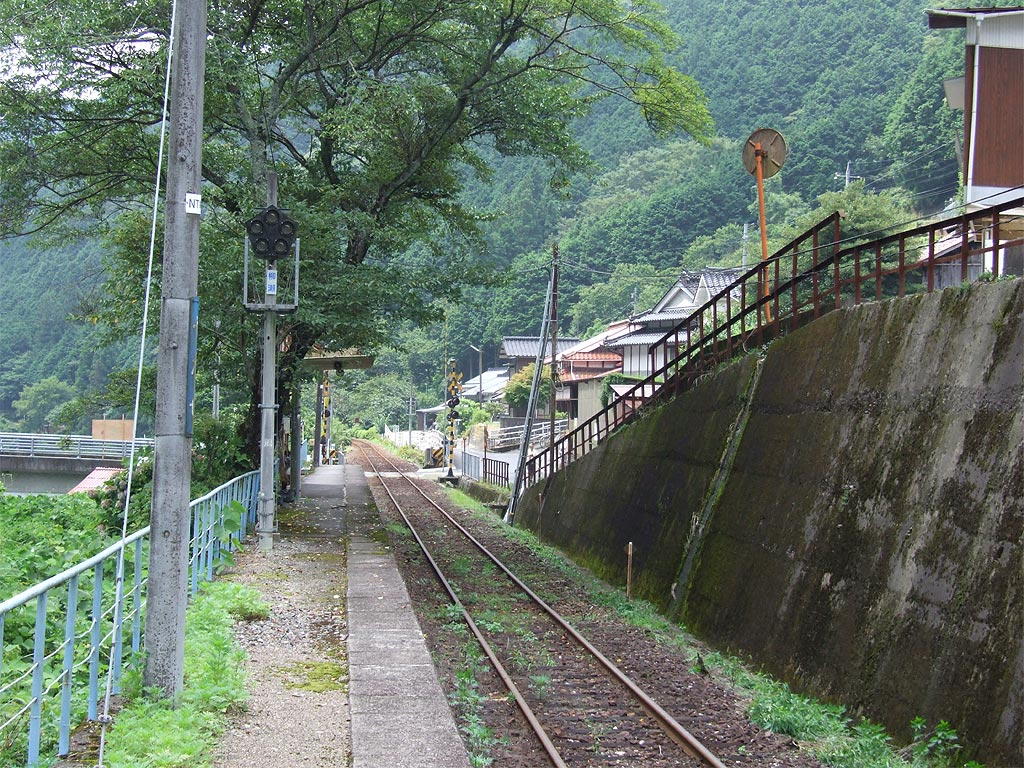
ホーム

柳瀬駅（やなぜえき）は、山口県岩国市美川町（みかわまち）四馬神（しめがみ）にある錦川鉄道錦川清流線の駅。

## 歴史
- 1963年（昭和38年）10月1日：日本国有鉄道（国鉄）岩日線の駅として開業[3]。旅客のみを取り扱う無人駅[4]。
- 1987年（昭和62年）
  - 4月1日：国鉄分割民営化により西日本旅客鉄道が承継[5]。
  - 7月25日：錦川鉄道に移管[5]。

## 駅構造
単式ホーム1面1線のみの地上駅（停留所）。ホームは錦町方に向かって右手（川側）に設置されている。
無人駅で駅舎は無く、ホーム上に屋根付きの待合所を備える。単式ホームの河山（岩国）方先端部にのみ出入口を備える。トイレ、売店（自動販売機含む）の類は無い。

## 駅周辺
川の対岸には、国道187号が通っている。当駅前すぐのところから架かる錦柳橋で対岸に渡ることが出来る。
- 柳瀬自治会館
- 夏宿自治会館
- 夏宿山寳地院（真言宗醍醐派）[8]

## バス路線
当駅すぐのところから対岸の国道187号に向けて架かる錦柳橋を駅側から国道側に向けて渡りきったところの右手すぐの場所に、岩国市生活交通バスの「柳瀬橋」バス停が設置されている。当駅からは距離にして約150mで、徒歩約2分。
2017年12月時点に於いて当該バス停を経由する路線は以下の通り《但し全便とも年末年始（12月31日から翌年1月2日）は運休》。
- 錦中学校前 - 錦町駅 - 柳瀬橋 - 根笠駅前（ - 大正橋） - 小郷橋 《水曜除く毎日運行》
- 錦中央病院前 - 柳瀬橋 - 本郷口 - 広瀬橋 - 周防本郷 《祝日除く月から金曜運行》
- 西谷 - 柳瀬橋 - 本郷口 - 福田病院前 《祝日除く月・水曜運行》

## 隣の駅
錦川鉄道
■錦川清流線
河山駅 - 柳瀬駅 - 錦町駅